# Nymphopsis dromedaria
Nymphopsis dromedaria is een zeespin uit de familie Ammotheidae. De soort behoort tot het geslacht Nymphopsis. Nymphopsis dromedaria werd in 1967 voor het eerst wetenschappelijk beschreven door McCloskey. 